# Bandusia (källa)
Bandusia är en av den romerske poeten Horatius i Ode III, 13 besjungen källa, belägen på dennes sabinska gods och sannolikt uppkallad efter en källa i trakten av poetens födelsestad Venusia. Enligt somliga var Bandusia namnet på källnymfen i denna källa.